# Ministerium für Ökologie und natürliche Ressourcen der Russischen Föderation

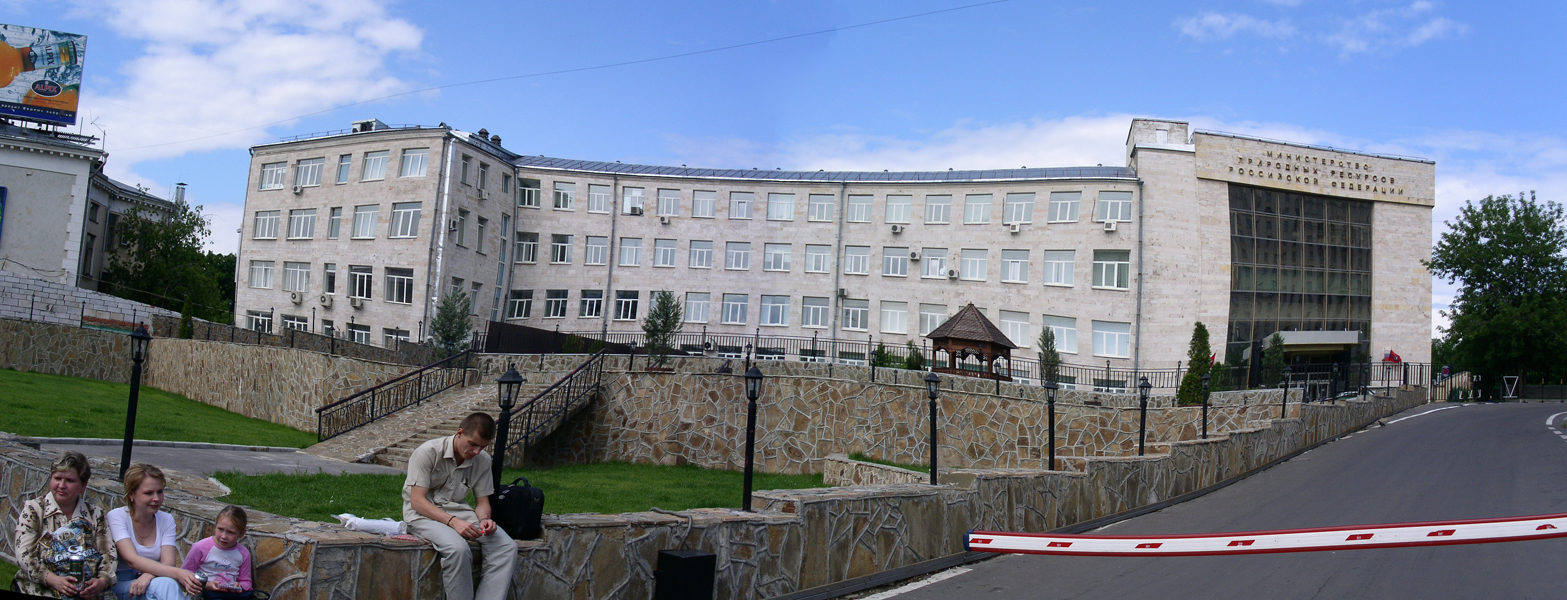
Gebäude des Russischen Ministeriums für Ökologie

Das Ministerium für natürliche Ressourcen und Ökologien der Russischen Föderation (russisch Министерство природных ресурсов и экологии Российской Федерации) ist das russische Umweltministerium und eines der 16 Ministerien der russischen Föderalregierung.

## Geschichte
Das Ministerium ist aus dem im Jahr 1700 durch den Zaren Peter der Große geschaffenen Ministerium für Bergbau und Geologie hervorgegangen. Nach dem Zerfall der Sowjetunion wurden 1996 die Ministerien für Umwelt und Ressourcen gegründet, die im Jahr 2008 zum Ministerium für natürliche Ressourcen und Ökologien zusammengelegt wurden.

## Organisation und Zuständigkeit
Das Ministerium beschäftigt sich mit der Planung und Umsetzung der russischen Umweltpolitik. In seinen Aufgabenbereich fällt auch die für Russland besonders wichtige Öl-, Gas- und Energiewirtschaft.
Ihm unterstehen folgende Behörden:
- Föderaler Dienst für die Überwachung der natürlichen Ressourcen
- Föderales Amt für Bodennutzung
- Föderales Wasserwirtschaftsamt
- Föderaler Dienst für Hydrometeorologie und Umweltüberwachung
- Föderales Forstamt

## Liste der Umweltminister
| Juri Trutnew                     | 2004–2012 |
| Sergei Jefimowitsch Donskoi      | 2012–2018 |
| Dmitri Kobylkin                  | 2018–2020 |
| Alexander Alexandrowitsch Koslow | seit 2020 |